# Яше, Христиан-Фридрих
Христиан-Фридрих Яше (нем. Christoph Friedrich Jasche; 15 октября 1780, Дрюбек (Саксония-Анхальт) — 12 июня 1871, Ильзенбург) — немецкий натуралист, геогност и минералог. Доктор философии.

## Биография

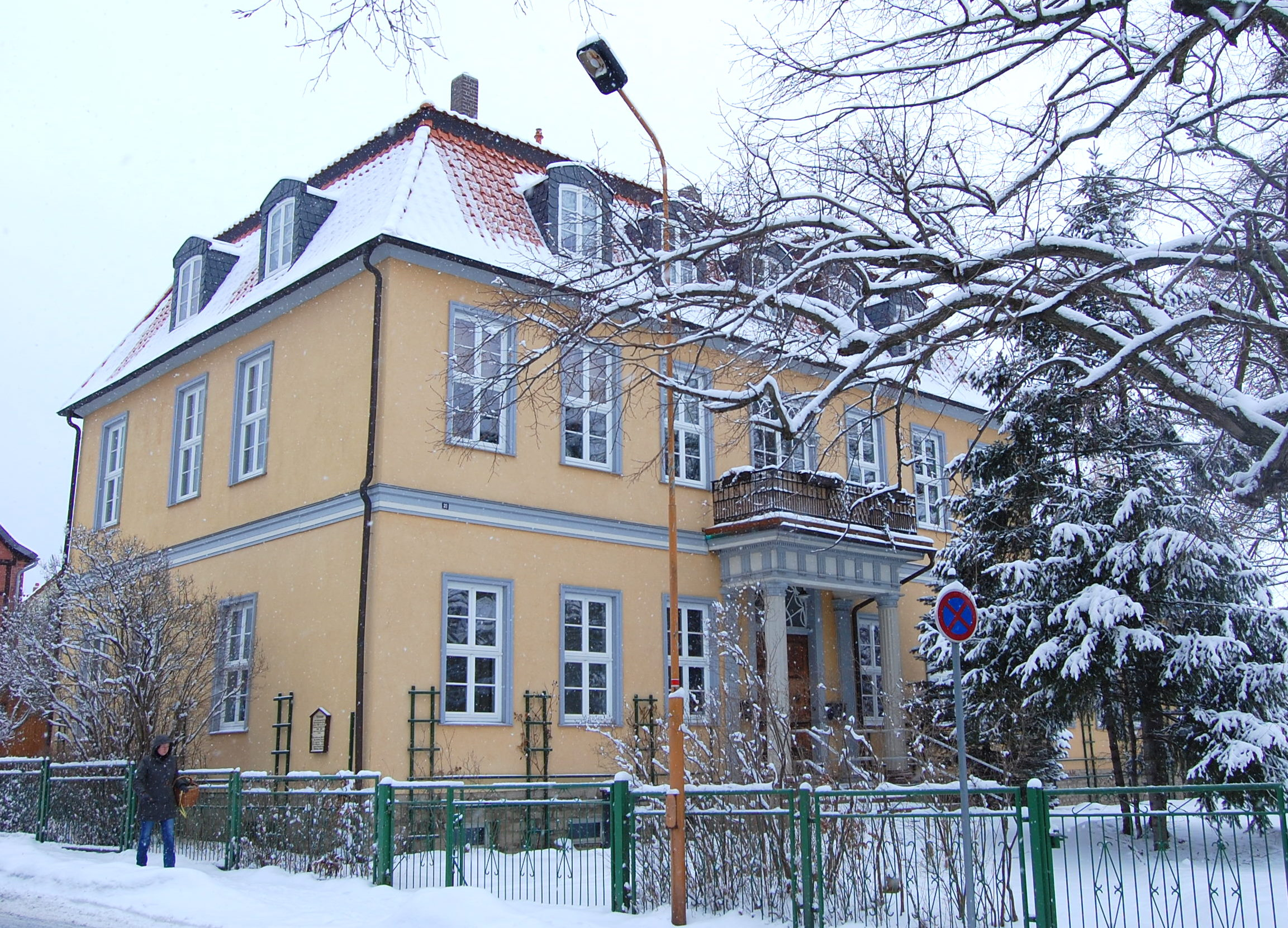
Дом в Ильзенбурге, построенный для Яше в 1828 году

Образование получил в Институте горного дела и металлургии в Берлине. При поддержке графа Кристиана Фредерика цу Штольберг-Вернигероде совершил ряд ознакомительных поездок по Германии, подготовил геогностическое описание земель. В 1805 года был назначен графом Штольбергом горным комиссаром, в частности, занимался управлением железокаменными рудниками близ Эльбингероде (Гарц). Там же пережил время оккупации Королевства Вестфалия. В 1819 году был назначен директором металлургического завода в Ильзенбурге.
Член Минералогического общества Санкт-Петербурга, Естественнонаучного общества Гарца и Научного общества Вернигероде. Был членом-корреспондентом минералогического общества в Йене и Общества друзей естествоиспытателей в Галле, а также членом Парижской академии наук.
Первый значительный труд учёного: «Das Wissenwürdigste aus der Gebirgskunde» (1811; в 1816 г. то же сочинение под заглавием «Anleitung zur Gebirgskunde»). Эта книга дает полную картину состояния геогностических знаний в 1-м десятилетии XIX столетия. Автор различает горы нептунического и вулканического происхождения; первые он разделяет на первозданные, переходные, флёцовые и наносные горы; последние, по его мнению, произошли сухим путем, благодаря действию вулканического огня и земных пожаров, как например лава, исключение составляют, однако, горные породы, так называемой трахитовой формации (с базальтом) и порфировой формации, которые, как полагает Яше, произошли нептуническим путем (образовавшиеся посредством осадков из воды).
Оставил многочисленные труды в области минералогии и геологии, а также обширные коллекции:
- минералогическая коллекция из 3126 предметов
- геогностическая коллекция из 950 предметов
- коллекция окаменелостей из 4150 предметов
- коллекция колеоптеров, насчитывающая 4700 экз.
- коллекция из 111 чучел птиц.

## Избранные труды
- «Ueber rothes, kohlensaures Manganerz von Büchenberg bei Elbingerode» («Gilbert’s Ann.», LX, 1818);
- «Kleine mineralogische Schriften» (1817);
- «Ueber Kieselmangan am Harz» («Gilbert’s Ann.», LXI, 1819);
- «Bemerkungen über die Krystalle des in starkem freiem Rösfeuer geschmolzenen Eisensteins» («Karsten’s Arch.», IX, 1825);
- «Mineralogische Studien» (1833);
- «Uebersicht der Gebirgsformation der Erde» (1843).

В особенности достойна внимания последняя работа : «Die Gebirgsformation in der Grafschaft Wernigerode am Harz nebst Bemerkungen über die Steinkohlenformation in der Grafschaft Hohenstein» (1858). В этом сочинении автор подробнейшим образом описывает интересные по своему разнообразию горные образования на Гарце, чем он значительно облегчил последующие исследования гор Гарца.